# Маккинли, Арт
Артур Фрэнк «Арт» Маккинли (англ. Arthur Frank "Art" McKinlay; 20 января 1932, Детройт, Мичиган — 10 августа 2009, Ройал-Ок, Мичиган) — американский гребец, выступавший за сборную США по академической гребле в 1950-х годах. Серебряный призёр летних Олимпийских игр в Мельбурне, победитель и призёр регат национального значения.

## Биография
Арт Маккинли родился 20 января 1932 года в Детройте, штат Мичиган. Вместе со своим братом-близнецом Джоном Маккинли учился в местной старшей школе Cooley High School, которую окончил в 1950 году.
Заниматься академической греблей начал вместе с братом, практически на протяжении всей своей спортивной карьеры состоял в Детройтском лодочном клубе, в составе которого неоднократно выигрывал национальное первенство Соединённых Штатов в различных дисциплинах.
Первого серьёзного успеха в гребле добился в 1951 году, став чемпионом США в зачёте распашных безрульных четвёрок. Два года спустя на аналогичных соревнованиях одержал победу в рулевых двойках и четвёрках.
Благодаря череде удачных выступлений вошёл в основной состав американской национальной сборной и удостоился права защищать честь страны на летних Олимпийских играх 1956 года в Мельбурне. В составе безрульного экипажа-четвёрки, куда также вошли гребцы Джон Уэлчли, Джеймс Макинтош и его брат Джон, в решающем финальном заезде пришёл к финишу вторым позади команды из Канады — тем самым завоевал серебряную олимпийскую медаль. Это был второй случай в истории американского спорта, когда на Олимпийских играх совместно выступили два брата-близнеца — после яхтсменов Эдгара и Самнера Уайтов на предыдущих Играх в Хельсинки.
В 1957 году Арт Маккинли в очередной раз победил на чемпионате США в рулевых четвёрках.
Во время Корейской войны служил в Корпусе морской пехоты США.
Два года отучился в Бостонском университете, откуда перевёлся в Детройтский технологический институт, где получил степень в области бухгалтерского учёта.
Впоследствии вплоть до выхода на пенсию в 1997 году работал по специальности бухгалтером в компании National Reproductions Corp.
Умер 10 августа 2009 года в городе Ройал-Ок в возрасте 77 лет.